# 日本鈍塘鱧
日本鈍塘鱧（学名：Amblyeleotris japonica），为輻鰭魚綱鰕虎鱼目鰕虎亞目鰕虎魚科鈍塘鱧屬的其中一種，分布於印度西太平洋區，包括以色列、沙烏地阿拉伯、日本、菲律賓、臺灣、所羅門群島及新喀里多尼亞等海域，體長可達7.4公分，為底棲性魚類。

## 扩展阅读
維基物種上的相關：日本鈍塘鱧